# 硕大柳叶箬
硕大柳叶箬（学名：[Isachne truncata var. maxima] 错误：{{Lang}}：文本有斜体标记（帮助））为禾本科柳叶箬属下的一个变种。

## 扩展阅读
- 維基物種上的相關：硕大柳叶箬